# Joaquím Bonal
Joaquim Bonal de Falgàs (Arbucias, Gerona, 1933 -† 1 de mayo de 2005). Farmacéutico impulsor de la Farmacia Clínica y la Atención Farmacéutica en España.

## Actividad profesional
Joaquim Bonal se licenció en Farmacia en la Universidad de Barcelona, y posteriormente se doctoró en Farmacia (estudio sobre la estabilidad de nutriciones parenterales). Ex director general de Farmacia y Productos Sanitarios del Ministerio de Sanidad y Consumo. Fue director del Servicio de Farmacia del Hospital de la Santa Cruz y San Pablo de Barcelona.
Fue presidente de la Sociedad Española de Farmacia Hospitalaria, de la European Society of Clinical Pharmacy, y de la Fundación Pharmaceutical Care España, entre otros cargos. Miembro del Comité Consultivo para la enseñanza de Farmacia de la Unión Europea, del Comité Español de Farmacovigilancia y del grupo de expertos de la Organización Mundial de la Salud (OMS) en política de medicamentos y de la Academia Iberoamericana de Farmacia.

## Méritos
Se le considera el impulsor de la Farmacia Clínica en España y fue creador de una de las primeras Comisiones de farmacia y terapéutica en un hospital y del Centro de Información de Medicamentos. Tras una estancia de seis meses en 1976 en EE. UU. donde visitó 10 servicios de farmacia hospitalaria, importó el modelo de farmacia clínica hospitalaria que vio en aquel país al Hospital de la Santa Cruz y San Pablo de Barcelona. El Dr. Bonal estaba convencido de que el modelo de farmacia había de renovarse y vislumbró que la Farmacia Clínica era la manera de revitalizar la práctica farmacéutica.
Fue el primer Presidente de la Fundación Pharmaceutical Care España, desde el año 1998 hasta su fallecimiento en 2005.
En 2005 le fue concedida la cruz de Sant Jordi a título póstumo.

## Publicaciones
Es autor de más de 200 publicaciones, principalmente en el campo de la investigación aplicada, y hasta su muerte escribió artículos, dio conferencias y participó en actividades científicas en el Hospital de San Pablo. Autor de varios libros sobre temas de Farmacia Clínica.